# Lineage II
Lineage II (em coreano:  리니지 2), é um MMORPG desenvolvido pela NCsoft, e publicado em 1 de outubro de 2003 na Coreia do Sul. Ficou muito conhecido por ser a sucessão do Lineage: "The Sacred Destiny" publicado em 12 de fevereiro de 2000, criado pela ASCII, hoje pertencido a NCsoft, no Japão.

## Skills
À medida que o personagem derrota monstros e termina quests, recebe SP (Skill Points) que servem para adquirir Skills (Técnicas), pressionando as teclas Alt + K. Como dito, as Skills variam entre raças e classes.
Ao atingir o nível 85 (a quarta classe), o jogador tem suas habilidades totalmente remodeladas, de acordo com a sua classes. Lineage II possibilita ao jogador uma opção a mais quando ele chega em um estado avançado do jogo, o encantamento de Skills, essa característica influencia e muito a maneira de jogar, com o encantamento das skills, opções adicionais são adquiridas, como consumir menos MP ao usar a Skill, ter mais eficiência, ter mais sorte de acertar, aumentar o poder, tempo e outros.
Lineage II consta com um sistema de sub-classes que é uma opção de adicionar uma classe a mais no seu personagem, podendo somar no máximo 3 sub-classes mais a classe principal, totalizando 4 classes em um só personagem. A classe base sempre é mais forte e tem mais vantagens, como a possibilidade de adicionar skills bônus passivas adquiridas por meio de uma quest utilizando as sub-classes.

## Classes
Dentro do jogo existem seis raças distintas em vários aspectos, principalmente com relação a seus status e classes. Mas inicialmente todas as raças, exceto Anão e Kamael, possuem a divisão Fighter (combatentes) e magos. E posteriormente com a evolução do personagem aparecerão as classes subsequentes mais fortes, no nível 20 será adquirido a primeira classe, no nível 40 a segunda classe (chamada às vezes de principal), no nível 76 a terceira classe (chamada também de classe nobre)e no nível 85 a quarta classe (chamado de despertar).
Muitos cuidados devem ser tomados na escolha de sua classe, pois algumas classes, principalmente de healers, são baseadas em suporte dos outros players pra matar boss etc. Interlude até High five (H5), Goddess of Destruction Healer também tem confronto com outros players, até porque todos tem que ter direito a um PVP (Player vs Player). Pesquise bem o nome correto e a classe que deseja construir e suas características básicas, principalmente com jogadores mais experientes.

## Algumas dicas de Atributos
Lineage II diferentemente de outros MMORPG's não permite distribuir pontos a cada nível avançado, os pontos básicos são distribuídos automaticamente, variando a distribuição conforme a classe e a raça, caso queira, o jogador pode fazer Dyes que são uma espécie de tatuagem que altera em até +5 pontos algum atributo básico, ex.: +5 STR (força física), os atributos básicos são STR, DEX, CON, MEN, WIT e INT.
A partir da Crônica um novo sistema de atributos foi adicionado, o sistema de elementos, a partir daí o ataque e a defesa não passavam a depender apenas dos atributos básicos, e sim dos atributos básicos mais os elementos, um exemplo:
Se um jogador não tem defesa contra o atributo Wind, por mais que tenha uma altíssima defesa, tomará um hit (ataque) muito alto por não ter defesa elemental.
Os elementos que podem ser utilizados no jogo são: Holy, Dark, Earth, Wind, Water e Fire.

## Equipamentos
No Lineage os equipamentos são as armas, as armaduras ou vestes e as jóias. O seu nível é definido através de seu Grade, atualmente existem os seguintes grades: No grade (de nível 1 a 19), D grade (20 a 39), C grade (40 a 51), B grade (52 a 60), A grade (61 a 75), S-grade (76 a 79), S80 grade (80 a 83), S84 (84-85) R-grade (85 a 89), R-90 (90 a 94) R-95 (95 a 98) e R-99 (99) e na versão GOD foram adicionados mais 14 leveis (antes o nível máximo do jogo era o 85, atualmente é o 105) com mais equipamentos. A partir da versão Gracia Final novos itens foram incrementados ao jogo, como capas, belts (cintos) e braceletes (adicionados anteriormente na versão Kamael). Em 2015 na Atualização Infinite Odyssey o level cap foi removido tornando o ganho de XP e níveis infinitos.
Hoje em dia.

### Sieges (cercos) e Arenas
Há exceções em lugares como Arenas, Coliseum ou até mesmo Castle Sieges que não há penalidades para os players caso matem outros, pois estes são locais ou eventos com esta finalidade. Esta regra também anula a perda de EXP no caso de morte no Coliseum e na Arena. Em caso em combate ou mesmo para mobs existe a perda de 4%. Nas Sieges é reduzido para 1% e em Clan Wars também é perdido 1%. É importante salientar, que se um PK entrar na Arena ou no Coliseum ele não dropará seus itens e nem perderá EXP e muito menos diminuirá.
- Sieges/Cercos: No mundo de Lineage II, existem algumas grandes cidades que possuem, além da cidade, castelos especiais, que podem ser ocupados por um clã através do evento conhecido como Castle Siege. Inicialmente todos os castelos são controlados por NPCs, ou seja, não há dono real. Os líderes de clãs que pretendem tomar conta do castelo devem se regist(r)ar para o ataque. Se o castelo for tomado o líder têm até 24 horas após a ocupação do castelo para marcar a data do próximo cerco (caso não seja marcado o cerco é automaticamente marcada para duas semanas após a posse). Além de orgulho e fama, os donos do castelo ganham direito de colocar impostos de até 15% sobre todos os preços de produtos da cidade na qual o castelo pertence.
- Castelos: Os castelos são bases fortificadas no qual clans podem adquirir o controle em um processo chamado siege (cerco). Possuir um castelo traz poder e status. Além disso, os clans que controlam um castelo recebem impostos de tudo que é vendido dentro de seu território. O castelo de Aden recebe impostos de todo o continente. Os impostos podem ser abaixados e diminuídos, conforme a economia do jogo, já que impostos muito altos podem fazer com que os os habitantes da cidade comprem equipamentos em outras cidades.

O castelo também está ligado a um outro fator chamado Manor System(Sistema de feudos).
- Clã: É como uma equipe, em que um ou mais jogadores se unem e tentam dominar um castelo ou para atacar outros clãs. Quase todos os clãs tem war (Inimigo) quando matar um war (Inimigo) o clã recebe reputação que serve até mesmo para colocar skills no clan. quando um clã se une com o outro não ficam com os mesmos war.
- Aliança: É quando dois ou mais clãs se unem. Para que um clã possa criar uma aliança é necessário que o mesmo tenha lvl. 5 no mínimo; para que um clã seja chamado para a aliança ele deve ter no mínimo lvl. 4. Este tipo de associação acontece quando vários clãs resolvem se unir para dominar certas regiões. Antigamente, os clãs eram os que dominavam, porém recentemente as chamadas Ally's acabaram por inovar o sentido de dominação e interesses em determinados lugares. Contudo, elas são as que determinam o andamento do jogo e das regiões influenciadas por elas.
- Raid Bosses: São mobs que tem quase todos os atributos (HP, Atk, Def, etc) maiores que o normal e que podem deixar cair armas/armaduras/itens preciosos.

Geralmente têm servos que ajudam a protegê-lo que são chamados de Raid Fighters. Há vários Raid Bosses, que vão do lvl 20 ao 99, como, Eilhalder Von Hellmann (Cursed Village) e Baium (Tower of Insolence, lvl. 78).
Contudo, é muito mais difícil derrubar um Raid Boss por mais que você esteja no mesmo Level que ele, devido a possuir skills especiais e sempre andar em bandos de pelo menos cinco integrantes. Para poder enfrentá-los ao mesmo nível devem ser formados grupos com mais ou menos 10 integrantes, e um deles sempre deve ficar de fora para dar Buffs, Debuffs, Heal e Ress (Ressurect) como apoio.
Para enfrentar um RaidBoss deve se haver um certo cuidado em relação ao nível do boss e do seu personagem, pois se um char com mais de nove níveis de diferença tentar enfrentar um boss inferior levará Raid Curse (se for fighter: Vira Estatua por um determinado tempo, Se for Mago: Toma Silence, ou seja todas suas skills estarão bloqueadas) toda vez que atacar sem restrição de classe. Não só isso, se o personagem for apenas três levels maior que o Boss e fizer uma grande contribuição, a chance dele dropar itens diminuirá. Se o personagem for muitos levels acima, então o Boss não dropará nenhum item.
- Grand Bosses: são uma espécie de Raid Bosses, mas são mais fortes e possuem sua fama com os jogadores. Geralmente não possuem raid fighters e são temas do jogo casos como: freya a rainha do gelo.
  - Comércio: a comercialização dentro do mundo de Lineage II é feita a partir de uma moeda chamada Adena. O nome é dado em clara referência à cidade-capital do continente (Aden). Com ela é possível comprar tudo no jogo, desde itens nos traders das cidades, até diretamente com outros jogadores, muitos deles detentores de itens que não são achados nos NPCs, podendo assim cobrar uma quantidade.
  - Expansões: (Prelude), (Chronicle 1: Harbingers of War), (Chronicle 2: Age of Esplendor), (Chronicle 3: Rise of Darkness), (Chronicle 4: Scions of Destiny), (Chronicle 5: Oath of Blood) (Interlude), (Throne 1: The Kamael), (Throne 1.5: The Kamael Plus - Hellbound), (Throne 2: Gracia Part 1), (Throne 2.2: Gracia Part 2), (Throne 2.3: Gracia Part 3), (Throne 2.4: Gracia Epilogue), (Throne 2.5: Freya), (Throne 2.6 - Throne 2.9 Freya), (Goddess of Destruction), (Chapter 1 - Awakening), (Chapter 1.5 - Harmony), (Chapter 2 - Tauti), (Chapter 2.5 - Glory Day), (Chapter 3 - Linvindor) Ertheia, Infinity Odyssey, Helios. Ao total foram 25 Expansões de Lineage 2.